# Broby Industri
Broby Industri AB var en lokal industri i Broby i Östra Göinge kommun i nordöstra Skåne. Företaget hette ursprungligen Broby Pappersbruk AB och grundades 1957. Huvudägare var Skånes Cellulosa AB. Man producerade lövmassa och Fluting som används till det korrugerade mellanskiktet i wellpapp. Inom bruksområdet fanns ett sågverk och 1969 uppfördes en spånplattefabrik.
Företaget omnämndes i ett antal miljörapporter under 1960-talet. Mängder med död fisk hade påträffats i Helge å eftersom pappersbruket låtit sitt avloppsvatten rinna rakt ut i ån. 1965 började man emellertid bygga sedimentationsdammar för att undvika detta.
Pappersbruket var länge en av de dominerande arbetsgivarna i Broby med som mest ungefär tvåhundra anställda. Det bytte 1972 namn till Broby Industri. Företaget försattes i konkurs 1978, men ombildades inom kort till Broby Nya Industri, ägt av Novopan. Verksamheten upphörde slutgiltigt 1982.
Företagets arkiv har bearbetats av Skånes Näringslivsarkiv och finns numera i förvar hos Göinge Hembygdsförening i Broby.